# لويس وينستون
لويس وينستون (بالإنجليزية: Lois Winstone)‏ هي ممثلة بريطانية، ولدت في 1982 بلندن في المملكة المتحدة.

## أعمال

### أفلام
- (2010) تامارا درو[3][4]

## وصلات خارجية
- لويس وينستون على موقع IMDb (الإنجليزية)
- لويس وينستون على موقع ميوزك برينز (الإنجليزية)
- لويس وينستون على موقع قاعدة بيانات الفيلم (الإنجليزية)